# Rhizanthella slateri
Rhizanthella slateri ist eine Pflanzenart aus der Familie der Orchideen (Orchidaceae). Die Art ist in Ostaustralien beheimatet und lebt vollständig unterirdisch.

## Merkmale

### Vegetativer Habitus
Rhizanthella slateri ist eine blatt- und wurzellose, unterirdisch wachsende Pflanze. Sie hat die Photosynthese vollständig aufgegeben und bildet dementsprechend kein Chlorophyll mehr; stattdessen lebt sie myko-heterotroph.
Das 5 bis 10 Millimeter dicke und 100 bis 150 Millimeter lange, verzweigte Rhizom der Pflanzen ist weiß, fleischig und mit einander überlappenden Nebenblättern besetzt.

### Blüte
Die Pflanze blüht im Oktober/November. Dann wächst aus dem Rhizom bis unmittelbar unter die Erdoberfläche (vereinzelt auch bis zu 2 Zentimeter hervorstehend) ein mit zahlreichen, einander überlappenden Nebenblättern besetzter Blütenstand, an dem endständig ein einzelnes sogenanntes Capitulum steht, ein aufrechter, konischer Blütenkopf mit einem Durchmesser von 15 bis 20 Millimetern. Das Capitulum ist von rund 18 weißen, fleischigen, 6 bis 8 Millimeter langen und 2 bis 3 Millimeter breiten, einander überlappenden Hochblättern eingefasst; diese sind dreieckig und einnervig.
Die zwischen 15 und 36 röhrenförmigen Einzelblüten sind 6 bis 8 Millimeter lang und 3 Millimeter breit, von violetter Farbe und stehen im oben abgeflachten Capitulum arrangiert. Die dicht papillösen Kelch- und Kronblätter sind unverwachsen, stehen aber eng aneinander. Die Kelchblätter sind 3 bis 4 Millimeter lang und 1,8 bis 2,2 Millimeter breit, die Kronblätter 2 bis 2,3 Millimeter lang und 1,5 Millimeter breit.
Das hintere Kelchblatt ist an der Spitze linealisch bis fadenförmig und über die Columna gebogen, die seitlichen Kelchblätter laufen sind an ihrer Spitze ebenfalls fadenförmig. Das auf einem 1 Millimeter langen Stiel sitzende Labellum ist breit herzförmig, 2 Millimeter lang und 2 Millimeter breit, eingebogen, fleischig, an der Oberseite dicht papillös und tiefrot.
Die Columna ist kurz und breit, ihre Flügel sind zu schmalen, papillösen, ohrförmigen Fortsätzen reduziert. Die Staubbeutel sind breit und gebogen, die Narbe ist polsterartig verdickt.

## Verbreitung, Habitat, Botanische Geschichte, Status
Die Art ist im Grenzgebiet von New South Wales zu Queensland beheimatet. Weniger als zehn Standorte sind bekannt; der größte Fundort auf den Hängen des Alum Mountains umfasst nur acht Individuen. Die Pflanzen wachsen in waldigen, gut dränierten Standorten in Höhenlagen zwischen 10 und 1000 m. Anders als Rhizanthella gardneri scheint die Art nicht auf eine spezielle Wirtspflanze angewiesen zu sein, sondern findet sich in Gesellschaft verschiedener Pflanzen, häufiger mit Eucalyptus-Arten.
Die ersten Exemplare der Art wurden 1931 von Ernest Slater auf dem Alum Mountain bei Buladelah in New South Wales entdeckt und 1932 von Herman Montague Rucker Rupp als Crypthanthemis slateri erstbeschrieben. 1984 wurde sie zur Gattung Rhizanthella gestellt.
An einem weiteren Standort nahe Buladelah bestehen Pläne zum Bau von Straßen, die den Standort bedrohen. Da sich das ganze Ausmaß der Bestände wegen der unterirdischen Lebensweise der Art jedoch nur schwer beziffern lässt, ist eine Abschätzung der daraus resultierenden Bedrohung für das Überleben der Art derzeit nicht möglich.
Rhizanthella slateri wird derzeit auf Anhang 2 des Washingtoner Artenschutzabkommens geführt.